# New Mexico State Route 21
Die New Mexico State Route 21 (kurz NM 21) ist eine State Route im US-Bundesstaat New Mexico.
Die State Route beginnt am U.S. Highway 64 in Cimarron und endet nach 55 Kilometern in Springer an der Interstate 25 und dem U.S. Highway 85.

## Verlauf
Ab dem U.S. Highway 64 im Osten von Cimarron verläuft die State Route zunächst in südlicher Richtung. Ab dem Kreuz mit der New Mexico State Route 199 südlich von Rayado führt die NM 21 gemeinsam mit der NM 119 in Richtung Osten am Miami Lake entlang nach Springer. Im Osten von Springer endet die New Mexico State Route 21 an einem Kreuz mit der Interstate 25 und dem U.S. Highway 85.

## Geschichte
Die State Route 21 verband ursprünglich die Ortschaften Cimarron und Ocate. Im Jahr 1950 wurde die Straße bis Grenze zum Mora County gekürzt und in den 1980er Jahren gemeinsam mit der State Route 119 in östlicher Richtung nach Springer erweitert.